# Thor Nis Christiansen
Thor Nis Christiansen, född 28 december 1957, död 30 mars 1981, var en amerikansk seriemördare, aktiv under 1970-talets andra hälft. Han mördade fyra unga kvinnor och förgrep sig på deras döda kroppar.

## Biografi
Christiansen föddes i Danmark. Familjen emigrerade till USA och slog sig ned i Solvang, när Christiansen var 5 år gammal. Christiansen var en flitig student och uppvisade ett högt IQ, men började i high school att röka marijuana, dricka alkohol och försumma sina studier. Han flyttade hemifrån, hoppade av skolan och tog anställning på en bensinstation. Under tonåren började Christiansen att fantisera om att döda kvinnor och att ha sex med deras lik. Han stal en pistol från en bekant och började att stryka omkring på campus vid University of California på jakt efter unga kvinnor som ville lifta.
Den 20 november 1976 plockade Christiansen upp den 21-åriga Jacqueline Anne Rook i Isla Vista. Påföljande månad kidnappade han 19-åriga Mary Ann Sarris. Bägge kvinnorna var fortfarande försvunna, när Christiansen bortförde 21-åriga Patricia Marie Laney den 18 januari 1977. Under våren 1977 påträffades de tre kvinnornas kroppar. Samtliga hade skjutits i huvudet och deras kroppar hade utsatts för nekrofili.
Ett hundratal personer kom att förhöras av polisen, däribland Christiansen. Han avfördes dock tills vidare från utredningen. Drygt två år senare, den 18 april 1979, kidnappade Christiansen 24-åriga Linda Preston. Han hade bara kört några kvarter, innan han sköt henne i vänster öra. Preston kastade sig emellertid ut ur bilen och kunde söka hjälp. I maj samma år råkade hon se Christiansen i Hollywood och tillkallade polis, som grep honom för attacken. Polisen i Santa Barbara noterade likheter med övergreppet på Preston och de olösta morden på Rook, Sarris och Laney samt Laura Sue Benjamin, vars kropp påträffades i maj 1979. Genom ballistiska test kunde man binda Christiansen till de fyra morden.
År 1980 åtalades Christiansen för fyra mord och ett mordförsök; han fälldes på två av punkterna och dömdes i maj 1980 till 36 års fängelse. Kort därefter erkände han sig skyldig till de tre morden i Santa Barbara och tilldömdes livstids fängelse. Den 30 mars 1981 knivhöggs Christiansen till döds på rastgården i Folsom State Prison.

## Offer
- Jacqueline Anne Rook (född 12 januari 1955), mördad 20 november 1976
- Mary Ann Sarris (född 24 juni 1957), mördad 6 december 1976
- Patricia Marie Laney (född 15 september 1955), mördad 18 januari 1977
- Laura Sue Benjamin (född 7 maj 1956), kroppen funnen 26 maj 1979